# Gonjasufi
Gonjasufi (наст. имя Sumach Ecks, также известен под псевдонимом Sumach Valentine) — музыкант, диджей, рэпер и преподаватель йоги из Сан-Диего, Калифорния, США, ныне проживающий в Лас-Вегасе. Родился в семье мексиканки и американца с эфиопскими корнями.
Gonjasufi начал заниматься музыкой в Сан-Диего в начале 90-х. В 2008 году получил приглашение от известного британского экспериментального лейбла Warp Records. 8 марта 2010 года выпустил свой дебютный альбом A Sufi and a Killer на данном лейбле. Альбом был охарактеризован Pitchfork Media как:

a scraggly, scary, smoked-out croak that creeps like the spiritual offspring of George Clinton and Leadbelly— 
В 2016 году Gonjasufi выпустил альбом Callus. Альбом выпущен на лейбле Warp Records

## Дискография

### LP
- A Sufi and a Killer (2010)
- The Caliph’s Tea Party (2010)
- Callus (2016)

### EP
- The Ninth Inning E.P. (2011)
- MU.ZZ.LE (2012)

### Синглы
- «Holidays»/«Candylane» (2009)
- «Kowboyz&Indians»/«My Only Friend» (2010), Warp
- «Kobwebz»/«Speaketh» (2010)